# مازن غطاس
مازن غطّاس،(بالإنجليزية: Mazen Ghattas) (مواليد 1954-توفي 2006) مخرج فلسطيني، ولد في قرية الرامة في الجليل، أخرج أكثر من 16 عمل مسرحي، وعمل على تأسيس مسرح فلسطيني حديث.

## حياته
ولد مازن غطّاس في الرامة في الجليل، عام 1954، ونال شهادة في الدراسات العليا في التمثيل والإخراج المسرحي من جامعة «كييف»، عام 1983، كما وساهم في بناء مسرح فلسطيني حديث وجاد، أسس غطّاس مسرح «اللاز» في عكا عام 1994، وتوفي عام.

## أعماله
مسرحية (الدبّ) لأنطون تشيخوف عام 1948.
المسرحية الغنائية «المغتصبة» كتبها الشاعر سميح القاسم مع فرقة يعاد عام 1985.
مسرحيدية "المتشائل" عن رواية إميل حبيبي عام 1986.
أخرج مسرحية «موتى بلا قبور» عن مسرحية جان بول سارتر عام 1988.
أخرج مسرحية «الضياع» عن قصّة فؤاد مهنا عام 1989.
أخرج مسرحية المتاهة عن سامي ميخائيل عام 1990.
أخرج مسرحيدية «طفل النور» للكاتب المغربي الطاهر بن جلون 1994.
أخرج مسرحية «رابطة الدم» عن مسرحية اثولد فوغارد (1996).
أخرج مسرحية «سيف دميقليس» للشاعر التركي ناظم حكمت1998.
أخرج مسرحية «هبوط اضطراري» للكاتب سلمان ناطور 1999.
أخرج مسرحية «جزيرة المعزّ»، للإيطالي أوغو بيتي1999.
أخرج «زغرودة الأرض»، تأليف سهيل أبو نوارة عام 1999
مسرحيدية فساتين عام (2001). 
أثناء دراسته أخرج عدة أعمال، وشارك في نمثيل عدة أعمال، قارب في الغابة، البطة البرية، شاب في مدينتنا. وترجم إلى الروسية الموت الأكبر لزكي درويش. وأخرج مسرحية «إنسان من نجم آخر» للكاتب الألماني، كارل فيتسلينغر، أخرج مسرحية «عطيل» لوليام شكسبير، وأخرج مسرحية «شهر في الريف»، للكاتب تورغنيف.